# بل موبیلیتی
بل موبیلیتی (انگلیسی: Bell Mobility) شرکت مخابرات کانادایی است، که در سال ۱۹۸۶ تأسیس شد.